# The Mass
The Mass es el tercer álbum del proyecto musical de Era lanzado el 2003 en este álbum Eric Levi junto su trabajo con el tema de Carl Orff creando así el primer tema The Mass. con fragmentos de "O Fortuna"

## Lista de canciones
1. The Mass
2. Looking for Something
3. Don't go Away
4. Don't you Forget
5. If you Shout
6. Avemano Orchestral
7. Enae Volare  3:35
8. Sombre Day
9. Voxifera
10. The Champions

## Otros álbumes de Era
- Era, 1998
- Era Volumen 2, 2001
- The Very Best of Era (compilación), 2004
- Reborn, 2008

- Datos: Q1937435